# Yahoo! Axis
Yahoo! Axis — вебоглядач від компанії Yahoo!, представлений у травні 2012.. Ідеєю браузера на насиченому ринку пропозицій Yahoo! назвала «переосмислити процес пошуку і навігації в Інтернеті». 
Axis  має оригінальний інтерфейс: у верхній частині сторінки розташован рядок для введення запитів, які починають оброблятися в міру набору.  Результати пошуку виводяться не в формі списку стандартних посилань на сайти, а у вигляді графічних мініатюр, що дозволяють отримати наочне уявлення про вміст того чи іншого ресурсу.  Стрічку цих поперулніх зображень можна прокручувати для вибору потрібного сайту. Для введення пошукового запиту немає необхідності переривати перегляд поточної вебсторінки або переходити на іншу вкладку.
В Axis передбачена можливість синхронізації відкритих сторінок і закладок між різними пристроями.  Наприклад, користувач може почати переглядати сайт на комп'ютері і потім продовжити роботу з ним на смартфоні. 
На час випуску Axis пропонується у вигляді самостійного застосунку для смартфонів iPhone, планшетів iPad і плеєрів iPod touch, а також у вигляді плаґіну для традиційних браузерів (заявлена підтримка Firefox 7 і вище, Safari 5 і вище, Internet Explorer 9 і Chrome).  Планується випуск Axis для Android.

## Виноски
1. ↑  Todd Bishop (23 травня 2012). A web browser from Yahoo!? ‘Axis’ makes surprise debut. GeekWire. Архів оригіналу за 31 жовтня 2012. Процитовано 24 травня 2012.